# 스캔코드
스캔코드(scancode)는 어느 키가 눌렸는지를 보고하기 위해 대부분의 컴퓨터 키보드가 컴퓨터로 보내는 데이터이다. 숫자 하나, 일련의 숫자들이 키보드의 각 키에 할당되어 있다.

## 종류
열과 줄에 따른 키 위치의 매핑은 덜 복잡한 컴퓨터 하드웨어를 요구한다. 그러므로 과거에는 소프트웨어나 펌웨어를 사용하여 스캔코드를 텍스트 문자로 변환하는 일은 텍스트 문자로 키보드를 와이어링하는 것보다 비용이 덜 들었다. 그러나 수많은 유형의 컴퓨터들은 하위 호환성을 유지하기 위해 전통적인 스캔코드를 여전히 사용하고 있다.

## 같이 보기
- 데드 키
- 메타 키
- 자판 배열